# Erfgenamenonderzoek
Erfgenamenonderzoek wordt verricht door een onderzoeker die zich bezig houdt met het vinden van erfgenamen en het bewijzen van hun recht op een erfenis. Het erfrecht waar de nalatenschap onder valt bepaalt wie de wettelijke erfgenamen van een persoon zijn. 
In sommige nalatenschappen zijn er geen erfgenamen bekend, of ontbreken er bijvoorbeeld contactgegevens van erfgenamen van wie de naam wel bekend is. Er kunnen ook situaties voorkomen waarin een deel van de erfgenamen bekend zijn en een deel van de erfgenamen niet. Dit is meestal het geval bij erfopvolging bij versterf en de erfgenamen bloedverwanten van de erflater zijn. In andere gevallen zijn erfgenamen geen familieleden, maar diegene die tot erfgenamen worden benoemd in een testament. De gegevens van de in een testament benoemde erfgenaam kunnen ook ontbreken, of de erfgenaam overlijdt vóór de erflater/erflaatster, waardoor een erfgenamenonderzoek nodig is. 
In al deze gevallen werken professionele erfgenamenonderzoekers aan het opsporen van de erfgenamen.
Erfgenamenonderzoekers worden ook wel probate genealogen en forensische genealogen genoemd. 
Erfrecht verschilt enorm per land, en in landen zoals de VS ook van staat tot staat. Onderzoekers van nalatenschappen moeten dus een uitgebreide kennis van de wet hebben om te kunnen beoordelen welke familieleden een wettelijk recht hebben om te erven. Het zijn niet noodzakelijk advocaten, procureurs, juristen of paralegals. Ze kunnen ook een grote verscheidenheid aan opleidings- en/of onderzoeksachtergronden hebben. Ze maken ook gebruik van gespecialiseerde genealogische en onderzoekstechnieken om openbare registers en databanken te doorzoeken om de erfgenamen van de overledene te identificeren. Vaak beginnen onderzoekers met niets meer dan een naam en overlijdensdatum. In sommige gevallen moeten ze op zoek gaan naar familieleden zo ver weg als achterneven. In veel gevallen hebben de erfgenamen die uiteindelijk worden geïdentificeerd weinig of geen kennis van de persoon van wie ze erven.
Erfgenamenonderzoekers worden ingehuurd door advocaten in het Verenigd Koninkrijk of Estate Attorneys in de Verenigde Staten. Het is ook gebruikelijk dat ze zelfstandig nalatenschappen opsporen die als bona vacantia zijn geclassificeerd, waarbij het onderzoek op eigen risico en kosten wordt uitgevoerd en het honorarium wordt verkregen via een op commissie gebaseerde overeenkomst.

## Populaire cultuur
De BBC heeft twaalf series (260 programma's) van Heir Hunters gemaakt, uitgezonden op de Britse BBC TV, over een aantal Britse bedrijven. Afleveringen zijn ook vertoond in Zuid-Afrika, Australië en Nieuw-Zeeland. De Belgische televisie zendt de serie Erfgenaam Gezocht (VTM Go) uit, een serie over het opsporen van erfgenamen, net als het Nederlandse programma De Erfgenaam, dat door Endemol wordt gemaakt en op RTL 4 wordt uitgezonden.

## De toekomst van erfrechtelijk onderzoek
Nu de bevolking door een betere gezondheid langer leeft en mobieler is, wordt het opsporen van vermiste erfgenamen mogelijk moeilijker, ondanks de toename van webgebaseerde onderzoekstools.
Veel mensen aarzelen nog steeds om een goed testament op te stellen of maken slechte testamenten die later ongeldig blijken of gemakkelijk kunnen worden aangevochten. Als gevolg daarvan gaan miljoenen over naar de staat, na een kwalificerende periode in afwachting van claims van rechthebbenden, of worden ze gevonden door erfgenamenonderzoekers.